# Projeto Aurora
O Projeto Aurora, que tem como base o avião SR-91 Aurora, é um projeto hipotético de uma aeronave de reconhecimento hipersônica ultrassecreta americana, sendo alvo de vários rumores e conspirações sobre sua existência. Não há evidências substanciais de que tenha sido construído ou voado e foi denominado um mito.

## História

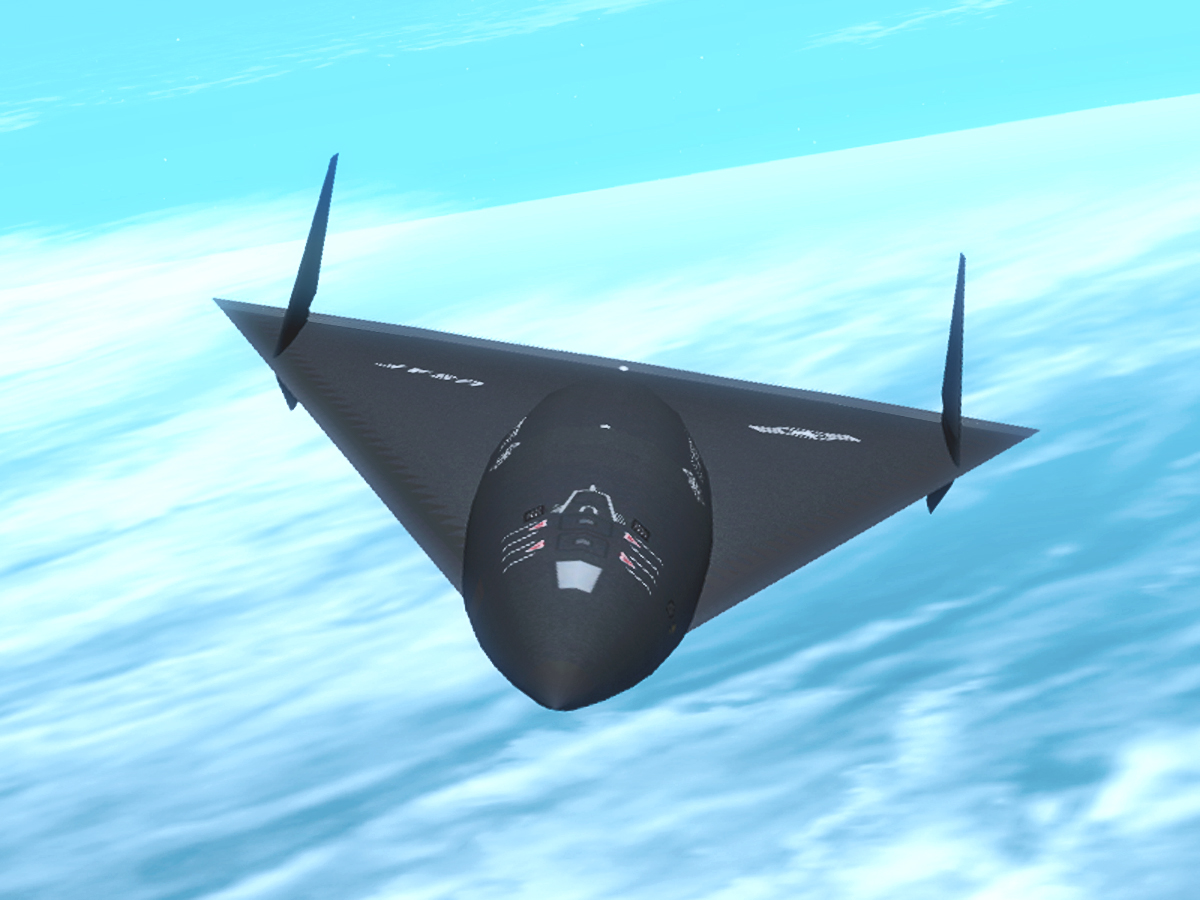
Concepção artística do Aurora

O rumor foi criado em meados da década de 1980 nos Estados Unidos. Não há provas concretas de que já tenha sido construído, embora haja fotos, filmagens e testemunhas de avistamentos. Alguns crêem que atingiria velocidades superiores a Mach 5. Teria sido desenvolvido na década de 80 ou 90 como um sucessor do lendário SR-71 Blackbird.
O governo dos EUA sempre negou a existência de tal aeronave. A Aerospaceweb.org concluiu: "As evidências que apoiam o Aurora são circunstanciais ou são pura conjectura. Há pouca razão para contrariar a posição do governo".
Outros chegam a conclusões diferentes. Em 2006, o escritor Bill Sweetman disse: "O Aurora existe? Anos de perseguição, levaram-me a acreditar que, sim, é mais provável que o Aurora esteja em desenvolvimento ativo, estimulado pelos avanços da tecnologia para satisfazer a ambição que lançou o programa de uma geração atrás.
Um informe do Ministério de Defesa Britânico de maio de 2006 faz menção a antigos planos da Força Aérea Americana de criar um veículo altamente supersônico capaz de alcançar velocidades de Mach 4 a 6.
Contudo, não surgiram evidências suficientes para confirmar a existência do projeto. Alguns consideram que foi cancelado devido à preferência pela utilização de aviões espiões por veículos aéreos não tripulados e satélites espiões, os quais podem fazer o mesmo trabalho que um avião de reconhecimento, mas com menor risco de acidentes.

## Antecedentes
O mito começou em março de 1990, quando a revista Aviation Week & Space Technology transmitiu a notícia de que o termo Aurora tinha sido inadvertidamente incluído no orçamento dos EUA de 1985. Segundo o relato, havia uma verba de 455 milhões de dólares para "a produção de aeronaves negras" no ano fiscal de 1987.
De acordo com a Aviation Week, o Projeto Aurora se refere a um grupo de projetos de aeronaves experimentais, e não a uma determinada fuselagem. O financiamento do projeto, alegadamente atingiu 2,3 bilhões de dólares em 1987, de acordo com um documento obtido pela Aviation Week. No livro Skunk Works, Ben Rich, ex-chefe da Lockheed, escreveu que a Aurora foi o nome de código orçamental para o bombardeiro stealth fly-off que resultou no B-2 Spirit.

### Lockheed Skunk Works
A Lockheed Skunk Works teria sido sugerida como a contratada primordial para o projeto. Durante a década de 80, analistas finaceiros chegaram à conclusão de que a Lockheed fora contratada para levar a cabo vários projetos. Analistas financeiros da Kemper Securities examinaram as declarações de renda da companhia de desenvolvimento avançado da Lockheed para os chamados Programas Negros:
- As devoluções em 1987 foram de US$ 65 milhões.
- As devoluções em 1993 foram de US$ 475 milhões.

Os únicos Projetos Negros da Lockheed declarados são os programas de desenvolvimento do Lockheed U-2 e F-117 Nighthawk. Nada novo foi anunciado entre 1987 e 1993. Também foi descoberto que o pressuposto estatal para o Projeto Aurora foi de pelo menos US$ 2.270 milhões. De acordo com Kemper, tal fato poderia indicar um primeiro vôo por volta de 1989. A difusão de pagamentos do Governo dos Estados Unidos a Lockheed, indica que a aeronave esteve provavelmente a 20% de ser finalizada em 1992 ou foi "extensivamente prototipeada". Em torno de US$ 4.5 bilhões foram investidos.

## Evidência
Até o final de 1980, muitos observadores da indústria aeroespacial acreditavam que os EUA tinham a capacidade tecnológica para construir um Mach-5 substituto para o obsoleto Lockheed SR-71 Blackbird. Um exame detalhado do orçamento de defesa dos EUA relata ter encontrado o dinheiro em falta ou canalizados para projetos ocultos. Em meados da década de 1990, surgiram relatos de avistamentos de aeronaves não-identificadas voando sobre a Califórnia e no Reino Unido envolvendo em forma de rastros estranhos, estrondos sônicos e fenômenos relacionados que sugerem que os EUA tinham desenvolvido uma aeronave dessas. Nada jamais associou qualquer dessas observações para qualquer tipo de aeronave ou programa, mas o nome de Aurora foi frequentemente etiquetados sobre as mesmas como forma de explicar as observações.

## Avistamento britânico
No final de agosto de 1989, enquanto trabalhava como engenheiro na barca GSF Galveston Key, no Mar do Norte, Chris Gibson e outra testemunha viram um avião em formato delta pouco familiar em forma de triângulo isósceles, aparentemente reabastecendo-se de combustível a partir de um KC-135 Stratotanker e acompanhado por um par de caças. Gibson e seu amigo observaram o espetáculo por vários minutos, até o perderem de vista. Tendo descartado o F-117, Dassault Mirage IV e o F-111 como sendo a identidade deste avião pouco familiar, Gibson desenhou um esboço de sua formação. A testemunha foi membro do Corpo Real de Observadores, (Royal Observer Corps (ROC), e o que é mais importante, havia integrado a equipe de reconhecimento de aeronaves da ROC desde 1980, porém foi incapaz de reconhecer esse avião.
Quando o avistamento se tornou público em 1992, o secretário de defesa britânico Tom King comunicou: "Não há conhecimento de um programa desta natureza, embora não seria surpresa para os responsáveis da Aeronáutica e Inteligência de Defesa, se ele existisse".

## Série de avistamentos americanos
Uma série de incomuns estrondos sônicos foram detectados ao sul da Califórnia, a partir de meados de 1991 registrados por sensores do Serviço Geológico dos EUA em todo o sul da Califórnia. O mesmo era usado para identificar epicentros de terremotos. As explosões sônicas são características de um veículo menor e não de um Space Shuttle. Além disso, nem a USAF, nem a NASA operavam qualquer veículo no dia. No artigo, "à vista de avião?" que apareceu na cidade de Washington em 3 de julho de 1992 (p. 12-13), um dos sismólogos, Jim Mori, observou: "Nós não podemos dizer nada sobre o veículo. Eles parecem mais fortes do que outras explosões sônicas que gravamos de vez em quando pelas manhãs. O ex-perito da NASA, Dom Maglieri, considerou que os dados mostram "algo em 90.000 pés (cerca de 27,4 km), o Mach 4 e Mach 5.2 ". Ele também disse que O avião chegou a uma altitude acima do solo que se desloca em altas velocidades. O caso serviu para aumentar a lenda Aurora.
Em 23 de março de 1992, perto de Amarillo, Texas, Steven Douglas fotografou e associou este avistamento de sons distintos. Ele descreveu o barulho do motor como: "estranho, pulsando um estrondo único, um profundo pulsar um estrondo que vibrava a casa e fez tremer as janelas semelhante ao barulho do motor do foguete, mas profunda, com pulsos cronometrados uniformemente. "Além de fornecer as primeiras fotografias, o significado desta observação foi reforçado por relatórios dos de intercepções de comunicações via rádio.

## Evidências adicionais
Nas alegações controversas de Bob Lazar, ele afirma que durante seu emprego na misteriosa Área 51, nas instalações em Nevada, ele teria assistido a um breve vôo do Aurora enquanto estava a bordo de um ônibus perto do Lago Groom. Alegou que havia um "rugido", que soou quase como se "o céu estivesse sendo rasgado." Apesar de Lazar apenas ter visto a aeronave físicamente por um breve momento através da parte dianteira do ônibus, ele a descreveu como sendo "muito grande" e ter "dois enormes escapamentos quadrados com aletas". Ao falar com seu supervisor, Lazar alega que foi informado que a aeronave era de fato o "Aurora", um "plano de pesquisa de alta magnitude." Ele também foi informado de que a aeronave era alimentada por "metano líquido" e não por querosene de aviação.
Em 1996, relatórios relacionados com o nome de Aurora saíram de freqüência, sugerindo a quem acreditasse que a aeronave só tinha sido um protótipo ou que teve uma vida útil curta.

## Especificações estimadas
Todas as especificações são de http://aerospaceweb.org/aircraft/recon/aurora/ e são apenas estimações.

### Características gerais
- Tripulação: 2 (1 piloto e 1 oficial de reconhecimento de sistemas)
- Longitude: 35 m
- Envergadura: 20 m
- Altura: 6 m
- Superfície das asas: 300 m²
- Peso no vazio: 29.480 kg
- Máximo peso ao despejar: 71.215 kg
- Planta motriz: (baixa velocidade) quatro turbofans de pós-combustão, (empuxo desconhecido) cada um, (alta velocidade) quatro Ramjets, scramjets ou motores de detonação de pulso (empuxo desconhecido) cada um.

### Rendimento
- Velocidade máxima: 8.000 km/hora  (Mach 5-8) en altitude
- Alcance de combate: 15.000 km
- Trecho de servicio: 40.000 m
- Relação empucho/peso: desconhecida

### Outros equipamentos
- Câmeras
- câmera infravermelha
- Outros sensores de reconhecimento